# Сжатое префиксное дерево

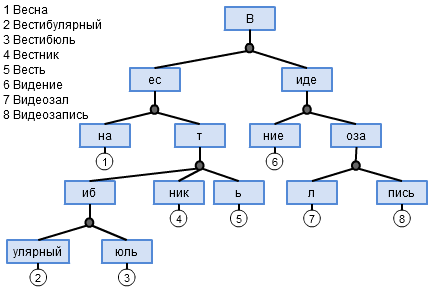
Пример базисного дерева для русского языка

Базисное дерево (англ. radix tree, также компактное префиксное дерево, основное дерево, дерево остатков) — это структура данных, представляющая собой оптимизированную по памяти реализацию префиксного дерева. В базисном дереве узел {\displaystyle A}, являющийся единственным потомком узла {\displaystyle B}, сливается с узлом {\displaystyle B}.
Временная сложность операций поиска, добавления и удаления элемента из базисного дерева оценивается как {\displaystyle O(k)}, где {\displaystyle k} — длина обрабатываемого элемента. Время работы не зависит от количества элементов в дереве.
В отличие от обычных префиксных деревьев, узел базисного дерева может быть помечен как одним элементом (символом, битом и т. д.), так и последовательностью элементов. Это делает базисное дерево более эффективным для небольших наборов строк (особенно если сами строки достаточно длинные), и также для наборов, имеющих небольшое количество длинных префиксов.

## Применение
- Базисное дерево используется, в частности, для синтаксического анализа естественных языков[2].
- Базисное дерево является одной из структур данных ядра Linux[3].